# Karl Scheidemantel
Karl Scheidemantel (Weimar, 29 de gener de 1859 - Dresden, 26 de juny de 1921) fou un baríton i director de teatres d'òpera alemany.
Fou deixeble de Stockhausen, el 1878 pujà per primer cop a un escenari en el Hofoperntheater de Weimar; el 1884 fou contractat a Londres per cantar òpera alemanya.
Des del 1886 va pertànyer a la companyia del Teatre Reial de Dresden; 1886, 1888 i 1891 cantà a Bayreuth; el 1892 debutà a La Scala de Milà, i des del 1920 fou director de l'Òpera Reial de Dresden, tenint deixebles com Felix Gotthelf.

## Papers favorits
- Agamenón
- Orestes
- Ulises
- Wolfram
- Haus Sachs
- Guillem Tell
- Wotan
- Don Giovanni
- Figaro
- Falstaff i d'altres